# سیارک ۵۰۲

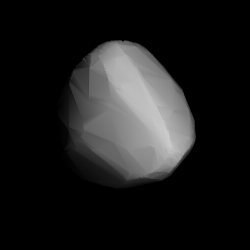
مدل سه‌بُعدی سیارک ۵۰۲ بر اساس منحنی نور آن

سیارک ۵۰۲ (به انگلیسی: 502 Sigune، نامگذاری:1903LC) پانصد و دومین سیارک کشف شده‌است که در ۱۹ ژانویه ۱۹۰۳ و در هایدلبرگ کشف شد.
قدر مطلق سیارک برابر ۱۰٫۷۷ است.